# Тит и Береника
«Тит и Береника» (фр. Tite et Bérénice) — трагедия французского драматурга Пьера Корнеля, впервые поставленная на сцене в 1670 году труппой Мольера.
Сюжетный материал для пьесы Корнель почерпнул из римской истории I века. Император Тит решает из политических соображений жениться на некой Домиции (это вымышленный персонаж). Влюблённый в Домицию брат Тита Домициан пытается убедить остаться с Титом его возлюбленную, иудейскую царицу Беренику, а сенат и народ Рима просят Тита жениться именно на Беренике. Последняя считает необходимым отказаться от счастья с Титом ради будущего Рима, Домиция любит Домициана, но хочет выйти за Тита, чтобы стать императрицей. В финале Тит решает не жениться совсем и предпочесть долг перед государством личному счастью, а Домицию отдаёт брату.
Корнель здесь пытался соперничать с Жаном Расином, написавшим на ту же тему трагедию «Береника», но явно потерпел неудачу: его пьеса имела намного меньший успех у зрителей. Существует восходящая к первым биографам двух драматургов легенда о том, что обе пьесы заказала жена герцога Орлеанского Генриетта Английская, видевшая в Беренике себя, а в Тите — Людовика XIV. Позже появилась другая гипотеза — о том, что в трагедиях завуалированно изображена связь юного Людовика XIV с Марией Манчини.